# 1050年代
1050年代（せんごじゅうねんだい）は、西暦（ユリウス暦）1050年から1059年までの10年間を指す十年紀。

## できごと

### 1051年
- 前九年の役（-1062年）

### 1054年
- 正教会のコンスタンディヌーポリ総主教と、カトリック教会の教皇が相互破門。東西教会の分裂の代表的事件のひとつ（大シスマ）。
- 7月4日超新星爆発。後のおうし座の「かに星雲（M1）」

### 1055年
- セルジューク朝軍がブワイフ朝を滅ぼし、バグダードに入城。

### 1058年
- トゥグリル・ベク、スルタンを称す。